# Споменик природе Енглески пољски брест у Шајкашу
Енглески пољски брест у Шајкашу је пољски брест (Ulmus procera), дрво које се налази у месту Шајкаш на територији општине Тител. Висина овог стабла је 24 м и старост му се процењује на 180 година.
Ово стабло представља остатак брестове шуме која је некада заузимала велике површине у овим крајевима и која је искрчена 1830. године приликом изградње пруге Тител - Нови Сад.
Пољски брест је дрво  које се јавља у низијским пределима, на влажним земљиштима. Међутим може да успева и на сувљим стаништима, до 800 м надморске висине. Највише га има на простору јужне, средње и западне Европе, Мале Азије и северозападне Африке.
Одлуком о заштити споменика природе Енглески пољски брест у Шајкашу Број: 633-3/99 - СО Тител је проглашен спомеником природе. 